# Blanche Willis Howard
Œuvres principales
One Summer (1875), One Year Abroad (1877)
Blanche Willis Howard (20 juillet 1847, Bangor - 7 octobre 1898, Munich) est une romancière américaine. 

## Biographie
Blanche Willis Howard grandit dans l'État du Maine, où elle obtient son diplôme de l'école secondaire de Bangor. Elle poursuit une autre année de scolarité à New York puis emménage à Chigago avec sa sœur Marion Howard Smith qui est l'épouse de Benjamin Fuller Smith, fils de l'ancien gouverneur du Maine, Samuel Emerson Smith.
Son premier roman One Summer est publié par James R. Osgood en 1875. L'action se situe dans la ville côtière de Wiscasset. Sur un ton humoristique, elle y narre la rencontre de Laura Leigh Doane, une fille de la ville, et de Philip Ogden. Après un certain temps, l'histoire  atteint une grande popularité en raison de ses situations comiques et du soin porté aux dialogues. En 1877, le livre est réédité accompagné d'illustrations d'Augustus Hoppin.
En 1875, l'auteure se rend en Europe après avoir reçu une mission du Boston Evening Transcript pour une série d'articles. L'ensemble de ses écrits sont publiés en 1877 dans l'ouvrage One Year Abroad.
Blanche Willis Howard choisit de s'installer à Stuttgart, où elle continue d'écrire des romans, mais également des nouvelles de fiction, des poèmes et des essais. Pendant deux années, elle est rédactrice en chef de Hallberger's Illustrated, un magazine en anglais édité par le poète allemand Ferdinand Freiligrath. 
Pour compléter son revenu, elle supervise des cours d'arts et de musique à l'institut European education of American girls de Stuttgart. Parmi ses étudiantes, elle compte les trois filles de l'acteur Lawrence Barrett et les deux filles de Harriet Hubbard Ayer, fondatrice de la société de cosmétiques et de brevets Recamier Manufacturing. 
Pianiste accomplie, elle est une connaissance de Richard Wagner et Frantz Lizst. En 1876, elle signe avec John Greenleaf Whittier et Anna Hubbard Mercur un rapport complet sur les exercices réalisés par les citoyens américains de Stuttgart, lors de la célébration du centenaire de la déclaration d'indépendance . 
En 1890, elle épouse le baron Julius von Teuffel, médecin à la cour du roi Charles Ier de Wurtemberg, devenant ainsi la baronne von Teuffel. 
L'auteure s'installe dans divers endroits en Allemagne de 1875 jusqu'à sa mort. Elle reste l'un des rares écrivains de son temps à publier son travail aux États-Unis de l'extérieur du pays. 
Blanche Willis Howard est décédée à Munich en 1898.

## Œuvres
- One Summer, Blanche Willis Howard, Boston, 279p, J.R. Osgood and Company, 1875,  (ISBN 134142572X)
- One Year Abroad, Blanche Willis Howard, Boston, 270p, J.R. Osgood and Company, 1877,  (ISBN 1290821283)
- Aunt Serena, Blanche Willis Howard, Boston, 384p, J.R. Osgood and Company, 1877,  (ISBN 1331559669)
- Guenn: A Wave on the Breton Coast, Blanche Willis Howard, Boston, 460p, J.R. Osgood and Company, 1884,  (ISBN 1241234566)
- Tony, the Maid: A Novelette, Blanche Willis Howard, New York, 286p, Harper and Brothers, 1887,  (ISBN 1286522439)
- The Open Door, Blanche Willis Howard, Boston, 466p, Houghton Mifflin, 1889,  (ISBN 1148921249)
- A Battle and a Boy: A Story for Young People, Blanche Willis Howard, New York, 286p, Tait, Sons, and Co., 1892,  (ISBN 1163780235)
- A Fellowe and His Wife, Blanche Willis Howard, rédigé avec William Sharp, Boston, 270p, Houghton Mifflin, 1893,  (ISBN 1178641236)
- No Heroes: A Story for Boys, Blanche Willis Howard, illustrations de Jessie McDermott, 97p, Houghton Mifflin, 1893
- Seven on the Highway, Blanche Willis Howard, Boston, 282p, Houghton Mifflin, 1897,  (ISBN 1372168281)
- Dionysius, the Weaver's Heart's Dearest, Blanche Willis Howard, New York, 380p, Charles Scribner's Sons, 1899,  (ISBN 116386367X)
- The Garden of Eden, Blanche Willis Howard, New York, 452p, Charles Scribner's Sons, 1900,  (ISBN 0548865515)